# Mistrzostwa Świata w Narciarstwie Alpejskim 2003
37. Mistrzostwa świata w narciarstwie alpejskim odbywały się od 2 do 16 lutego 2003 w Sankt Moritz we wschodniej Szwajcarii, w kantonie Gryzonia. Mistrzostwa w tej miejscowości odbyły się już po raz czwarty (poprzednio sportowcy rywalizowali tu w latach 1934, 1948 i 1974, przy czym w 1948 roku mistrzostwa były tu organizowane w ramach V Zimowych Igrzysk Olimpijskich). Jednocześnie były to także ósme mistrzostwa świata w narciarstwie alpejskim rozgrywane na terenie Szwajcarii.
W klasyfikacji medalowej najlepsza okazała się reprezentacja Austrii, zdobywając łącznie dziewięć medali, w tym trzy złote, pięć srebrnych i jeden brązowy.

## Wyniki

### Mężczyźni
| Konkurencja             | Data      | Złoto              | Czas    | Srebro                    | Czas    | Brąz                | Czas    |
| Supergigant szczegóły   | 2 lutego  | Stephan Eberharter | 1:38,80 | Hermann Maier Bode Miller | 1:39,57 |                     |         |
| Kombinacja szczegóły    | 6 lutego  | Bode Miller        | 3:18,41 | Lasse Kjus                | 3:18,48 | Kjetil André Aamodt | 3:18,54 |
| Zjazd szczegóły         | 8 lutego  | Michael Walchhofer | 1:43,54 | Kjetil André Aamodt       | 1:44,05 | Bruno Kernen        | 1:44,51 |
| Slalom gigant szczegóły | 12 lutego | Bode Miller        | 2:45,93 | Hans Knauß                | 2:45,96 | Erik Schlopy        | 2:45,97 |
| Slalom szczegóły        | 16 lutego | Ivica Kostelić     | 1:40,66 | Silvan Zurbriggen         | 1:40,99 | Giorgio Rocca       | 1:41,02 |

### Kobiety
| Konkurencja             | Data      | Złoto                | Czas    | Srebro                                   | Czas    | Brąz            | Czas    |
| Supergigant szczegóły   | 3 lutego  | Michaela Dorfmeister | 1:27,48 | Kirsten Lee Clark                        | 1:27,50 | Jonna Mendes    | 1:27,63 |
| Zjazd szczegóły         | 9 lutego  | Mélanie Turgeon      | 1:34,30 | Corinne Rey-Bellet Alexandra Meissnitzer | 1:34,41 |                 |         |
| Kombinacja szczegóły    | 10 lutego | Janica Kostelić      | 2:41,63 | Nicole Hosp                              | 2:41,69 | Marlies Oester  | 2:43,83 |
| Slalom gigant szczegóły | 12 lutego | Anja Pärson          | 2:30,97 | Denise Karbon                            | 2:32,52 | Allison Forsyth | 2:32,76 |
| Slalom szczegóły        | 15 lutego | Janica Kostelić      | 1:39,55 | Marlies Schild                           | 1:40,18 | Nicole Hosp     | 1:40,46 |

## Tabela medalowa
| Lp. | Państwo           | złoto | srebro | brąz | razem |
| --- | ----------------- | ----- | ------ | ---- | ----- |
| 1   | Austria           | 3     | 5      | 1    | 9     |
| 2   | Chorwacja         | 3     | -      | -    | 3     |
| 3   | Stany Zjednoczone | 2     | 2      | 3    | 7     |
| 4   | Kanada            | 1     | -      | 1    | 2     |
| 5   | Szwecja           | 1     | -      | -    | 1     |
| 6   | Szwajcaria        | -     | 2      | 2    | 4     |
| 7   | Norwegia          | -     | 2      | 1    | 3     |
| 8   | Włochy            | -     | 1      | -    | 1     |